# Kiriakos Mawronikolas
Kiriakos Mawronikolas, gr. Κυριάκος Μαυρονικόλας (ur. 25 stycznia 1955 w Pafos) – cypryjski polityk i lekarz, były minister, od 2009 do 2012 poseł do Parlamentu Europejskiego.

## Życiorys
Ukończył studia na Uniwersytecie Ateńskim, kształcił się następnie w Wielkiej Brytanii, gdzie uzyskał dyplom FRCS. Specjalizował się w zakresie okulistyki. W 1990 rozpoczął prowadzenie prywatnej praktyki lekarskiej w Nikozji.
Zaangażował się w działalność Ruchu na rzecz Socjaldemokracji (EDEK). Pełnił m.in. funkcję sekretarza tej partii w dystrykcie Nikozja, później został wiceprzewodniczącym ugrupowania. Od marca 2003 do czerwca 2006 sprawował urząd ministra obrony w rządzie Tasosa Papadopulosa.
W wyborach w 2009 uzyskał mandat deputowanego do Parlamentu Europejskiego VII kadencji. Przystąpił do grupy Postępowego Sojuszu Socjalistów i Demokratów oraz do Komisji Spraw Zagranicznych. Został też wiceprzewodniczącym Podkomisji Bezpieczeństwa i Obrony. W 2012 zrezygnował z zasiadania w PE.